# Polypedates braueri
Espèce
Synonymes
- Rhacophorus braueri Vogt, 1911

Polypedates braueri est une espèce d'amphibiens de la famille des Rhacophoridae.

## Répartition
Cette espèce est endémique de Taïwan.

## Taxinomie
Cette espèce a été relevée de sa synonymie avec Polypedates  megacephalus par Kuraishi, Matsui, Ota & Chen en 2011.

## Étymologie
Cette espèce est nommée en l'honneur d'August Brauer.

## Publication originale
- Vogt, 1911 : Beitrag zur Amphibien-fauna der Insel Formosa. Sitzungsberichte der Gesellschaft Naturforschender Freunde zu Berlin, vol. 1911, p. 179-184 (texte intégral).